# Świeryż Pierwszy
Świeryż Pierwszy (prononciation [ˈɕfjɛrɨʂ ˈpjɛrfʂɨ]) est un village de la gmina de Łowicz, du powiat de Łowicz, dans la voïvodie de Łódź, situé dans le centre de la Pologne.
Il se situe à environ 8 kilomètres au nord-ouest de Łowicz (siège de la gmina et du powiat) et 50 kilomètres au nord-est de Łódź (capitale de la voïvodie).

## Administration
De 1975 à 1998, le village était attaché administrativement à l'ancienne voïvodie de Skierniewice.

Depuis 1999, il fait partie de la nouvelle voïvodie de Łódź.